# Chabournay
Chabournay település Franciaországban, Vienne megyében. Lakosainak száma 1258 fő (2022. január 1.). Chabournay Neuville-de-Poitou és Saint-Martin-la-Pallu községekkel határos.

## Népesség
A település népességének változása:
| Lakosok száma | 993  | 1028 | 1055 | 1073 | 1120 | 1153 | 1188 | 1223 | 1258 |
|               | 2013 | 2015 | 2016 | 2017 | 2018 | 2019 | 2020 | 2021 | 2022 |